# Cross Plains (Teksas)
Cross Plains – miasto w Stanach Zjednoczonych, w stanie Teksas, w hrabstwie Burnet.